# Carles Castillejo
Carles Castillejo Salvador (Barcelona, 18 de agosto de 1978) es un atleta español y actualmente (año 2017) entrenador de atletas de élite. Su especialidad son las carreras de fondo y el campo a través. Campeón de España en 5000 m (en el año 2004), 10000 (años 2009 y 2013), media maratón (en el año 2015) y maratón (años 2011, 2014 y 2016).

## Trayectoria
Hizo su primera aparición internacional con JAPPN en 2004, participando en el Campeonato Mundial de Campo a Través de la IAFF en la categoría de larga distancia, finalizando en 57.ª posición. Ese año logró mejores resultado en pista: ganó el título nacional de los 5000 metros y fue segundo en la prueba de los 3000 metros en el XI Campeonato Iberoamericano de Atletismo. En su debut olímpico, en los Juegos de Atenas, fue eliminado en las series de los 5.000 metros.
Participó en los Juegos Olímpicos de Pekín 2008 en la prueba de 10.000 metros quedando en el puesto nº23 con una marca de 28´13"68.
Participó en el Campeonato Mundial de Atletismo de 2009 en Berlín en la prueba de 10.000 m quedando en el puesto nº15 con una marca de 28'09"89.
En Campeonato Europeo de Atletismo de 2010 celebrado en Barcelona participó en los 10.000 metros terminando en 5ª posición con un tiempo de 28:49.69.
El 11 de diciembre de 2011 se proclamó Campeón de España Absoluto de Maratón en Castellón con un tiempo de 2:10:09, marca personal.
En el Campeonato Europeo de Atletismo de 2012 celebrado en Helsinki participó en los 10.000 metros terminando en 5ª posición con un tiempo de 28:24.51. Participó en los Juegos Olímpicos de Londres 2012 en la prueba de Maratón, quedando en el puesto 24 con una marca de 2:16:17.
El 6 de abril de 2013 se proclamó Campeón de España de 10.000 m, con una marca de 27:57.92
El 21 de septiembre de 2013 se proclamó en Ribadesella campeón de España de 10 km. en ruta con un tiempo de 29:19
El 24 de noviembre de 2013 se proclamó de nuevo Campeón de España de Maratón tras vencer en el Maratón de San Sebastián con una marca de 2:12.42.
Entre los años 2004 y 2013 participó en 9 Campeonatos mundiales de cross, obteniendo un 26º puesto en 2005 y 2009 como mejores resultados. También participó en 5 Campeonatos de Europa de cross entre 2006 y 2012, siendo su mejor resultado el 5º puesto de 2012.
Participó en agosto de 2015 en el Maratón del Mundial de Pekín-2015 pero se retiró y no acabó la carrera.

## Mejores marcas
- 1.500 m: 3:39.09 (Madrid, 19 de julio de 2003).
- 3.000 m: 7:42.02 (Madrid, 17 de julio de 2004).
- 5.000 m: 13:11.50 (Huelva, 10 de junio de 2009).
- 10.000 m: 27:39.79 (Vigo 12 de julio de 2008).
- Maratón: 2:10:09 (Castellón, 11 de diciembre de 2011).